# Phantasy Star II
Phantasy Star II (ファンタシースター II 還らざる時の終わりに  Fantashī Sutā Tsū Kaerazaru Toki no Owari ni?, literalmente Phantasy Star II: The End of the Lost Age) es un videojuego de rol publicado por Sega para Mega Drive en Japón en marzo de 1989. En 1990, salió en América del Norte y Europa. Es el segundo juego de la aclamada serie Phantasy Star de Sega, secuela del Phantasy Star para Master System y parte de la serie del sistema solar Algol. 
Phantasy Star II se ambienta 1000 años después de los acontecimientos de su predecesor y sigue el viaje de un agente del gobierno llamado Rolf y sus amigos, que están en una misión para averiguar por qué el protector del planeta "Motavia", Mother Brain, ha comenzado a fallar.
Phantasy Star II originalmente contiene 768 kB de datos, por lo que permite 4 archivos por cartucho, y es uno de los primeros videojuegos de rol de 16 bits.

## Trama
El principal antagonista de la serie, Dark Falz (renombrado a Dark Force en esta entrega), apareció 942 años después de los eventos de Phantasy Star I (1000 años en la entrega norteamericana) y el jugador debe eliminarlo. Mother Brain, una computadora que controla y mantiene el sistema solar Algol, empezó a fallar y Rolf (Eusis en la entrega japonesa) averiguará el porqué. Además, Lutz, también aparece a mitad de juego.